# Korčula (ville)
Pour l’article homonyme, voir Korčula.
Korčula est une ville et une municipalité située sur l'île de Korčula, dans le comitat de Dubrovnik-Neretva, en Croatie. Au recensement de 2001, la municipalité comptait 5 889 habitants, dont 94,80 % de Croates et la ville seule comptait 3 126 habitants.
La ville a été proposée en 2007 pour une inscription au patrimoine mondial et figure sur la « liste indicative » de l’UNESCO dans la catégorie patrimoine culturel.

## Géographie
La ville de Korčula est située sur une petite presqu'île, sur la côte orientale de l'île du même nom.

## Histoire
L'historien byzantin et empereur Constantin Porphyrogénète témoigne de l'existence de la ville sur l'île de Korcula au Moyen Âge lorsqu'il décrit au Xe siècle une « ville fortifiée ». Sur la base de nombreux détails tout laisse à penser que cette ville correspond à l'actuel noyau historique de la ville de Korcula. Cependant on n'y retrouve aucun vestige architectural datant de cette époque, c'est-à-dire de type roman. Cependant grâce à la découverte de quelques vestiges des anciennes murailles, de motifs décoratifs, et bien plus de documents d'archives, il est incontestable que se trouvait déjà au XIIIe siècle à cet emplacement une ville entourée de murailles, des places et rues bien définies ainsi que des églises, bâtiments publics et maisons d'habitation. C'était alors l'époque de la domination vénitienne par la famille Zorci et également époque de fréquents changements administratifs. Il est à supposer que face à de circonstances si tumultueuses les fortifications et autres vestiges furent endommagés à plusieurs reprises. Cette ville était bien plus modeste que celle qui se reconstruit au début du XVe siècle. Les maisons n'avaient en général qu'un seul étage, rarement deux, les murs était de pierre grossièrement taillée, non cimentés, sans aucun élément de décoration architecturale. Les autres édifices tels que églises et divers bâtiments publics ont le même type de construction. Au début du XVe siècle tout est reconstruit depuis les fondations si bien qu’aujourd’hui rien n’a été conservé excepté l’emplacement de quelques bâtiments.

## Localités
La municipalité de Korčula compte 5 localités :
- Korčula
- Čara
- Pupnat
- Račišće
- Žrnovo

## Monuments civils et religieux
- Cathédrale Saint-Marc (XVe siècle) ;
- Chapelle Notre-Dame-des-Neiges (XVIe siècle) ;
- Chapelle de l'Immaculée-Conception;
- Palais Ismaelić (XVIe siècle) ;
- Palais Gabrielić (XVIe siècle), actuellement musée municipal.

## Manifestations
- La Moreška (en), spectacle traditionnel de danse rappelant les combats médiévaux entre les Maures et les Chrétiens. Une version allégée de ce spectacle est donnée chaque semaine en été à l'intention des touristes.